# Yann Kermorgant
Yann Alain Kermorgant (Vannes, 8 november 1981) is een Frans voormalig profvoetballer die als aanvaller speelde. 

## Carrière
Kermorgant begon bij AS Ménimur en kwam op zijn veertiende in de jeugdopleiding van Stade Rennes. Niet lang daarna wordt bij hem leukemie geconstateerd en moet hij stoppen met voetbal. Op zijn negentiende is hij genezen en begint weer met spelen bij zijn jeugdclub AS Ménimur. Hij wordt opgepikt door Vannes waarmee hij van 2002 tot 2004 in het CFA speelt. In het seizoen 2004/05 komt hij op hetzelfde niveau uit voor Châtellerault.
Van 2005 tot 2009 speelt Kermorgant in de Ligue 2, eerst voor Grenoble en later voor Stade Reims. In 2009 wordt hij gecontracteerd door het Engelse Leicester City maar in de Championship weet hij maar eenmaal te scoren en in het seizoen 2010/11 wordt hij verhuurd aan Arles-Avignon in de Ligue 1. In 2011 gaat hij naar Charlton Athletic waarmee hij in 2012 kampioen wordt in de League One en vervolgens in de Championship speelt. 
In 2013 maakte Kermorgant een transfer naar reeksgenoot Bournemouth. In 2015 wordt hij met Bournemouth kampioen en promoveert naar de Premier League. Daar kwam hij niet veel meer aan bod en in januari 2016 ging hij terug naar de Championship bij Reading. In 2018 liep zijn contract af. In oktober 2018 sloot hij aan bij Vannes dat uitkwam in het Championnat National 2. Op 21 april 2020 beëindigde Kermorgant zijn loopbaan.
Vanaf 2013 kwam hij uit voor het Bretons voetbalelftal.